# Kaaks
Kaaks er en by og kommune i det nordlige Tyskland, beliggende i Amt Itzehoe-Land under Kreis Steinburg. Kreis Steinburg ligger i den sydvestlige del af delstaten Slesvig-Holsten.

## Geografi
Kaaks ligger nord for Itzehoe. Vandløbene Bekau, Mühlenau (Stegau), Pöschendorfer Graben og Krammbek løber gennem kommunen. Rasteplads Kaaksburg ved motorvejen A23 ligger i kommunen.